# 에우아루
"에우아루"는 야나기나기의 첫 번째 오리지널 앨범이다. 2013년 7월 3일에 제네온 유니버설에서 발매되었다.

## 개요
자신의 첫 오리지날 앨범. 제목의 "에우아루"는 "속과 겉"을 거꾸로 뒤집은 야나기나기 자신에 의한 조어이다.
판매 형태는 Blu-ray 부록 초회 한정반 (GNCA-1376)·DVD 부록 초회 한정반 (GNCA-1377)·통상판(GNCA-1378)의 3종 릴리스로, 초회 한정반에는 "Agape", "1/2", "연애 서큘레이션", "light prayer", "언인스톨","Swallowtail Butterfly~사랑의 노래,", "바람이 지나는 길"의 커버를 담은 CD및 1st에서 5th 싱글까지의 PV와 그들의 제휴 작품의 논크레딧 주제가를 수록한 Blu-ray, DVD가 동봉되어 있다.
곡순은 녹음이 어느 정도 끝난 후에 정해졌지만 "진실"과 "거짓"사이에 "euaru"를 낀 구도는 처음부터 생각했다. "진실"과 "거짓"이라는 음악을 넣은 것은, "진실"의 이야기가 자신과 "거짓"말을 하고 강한척하는 자신을 표현하고 싶었기 때문이다.
음악은 "거짓말"을 제외하면 5월에 완성되었지만, 이는 앨범의 주제인 "에우아루"에 맞지 않는다고 생각했기 때문에 "퀄리아"와 "euaru"는 녹음 막판까지 코드와 기타를 만졌다고 한다.

## 수록곡

### CD DISC1
(작사 : 야나기나기)
1. 진실 [1:47][1]
작곡・편곡 : 야나기나기
2. 유키토키 [4:28][1]
작곡・편곡 : 키타가와 카츠토시
현악기 편곡 : 나가타니 야스히로
TV 애니메이션 "역시 내 청춘 러브코메디는 잘못됐다" 오프닝 테마
3. 푸른 퍼레이드 [4:17][1]
작곡・편곡 : 미야카와 단
미야카와의 기용은, 야나기나기 자신이 TV 애니메이션 "마오유우 마왕용사"의 오프닝 테마인 "맞바람"을 마음에 들어했기 때문에 그를 기용하면 기세가 커진다고 생각했기 때문이다.
4. concent [4:28][1]
작곡 : 야나기나기
편곡 : 토비나이 마사히로
5. helvetica [4:44][1]
작곡 : 야나기나기
편곡 : 야나기나기・토비나이 마사히로
라이브를 의식해서 만들었다.
6. Ambivalentidea [4:40][1]
작곡・편곡 : bermei.inazawa
TV 애니메이션 "요르문간드" 엔딩 테마
7. euaru [4:15][1]
작곡・편곡 : 야나기나기
8. Zoetrope [4:18][1]
작곡・편곡 : 사이토 신야
TV 애니메이션 "AMNESIA" 오프닝 테마
9. 라테라리티 [4:33][1]
작곡・편곡 : 후지타 쥰페이(Elements Garden)
TV 애니메이션 "요르문간드 PERFECT ORDER" 엔딩 테마
10. Strange Attracter [4:07][1]
작곡 : 하야시 나츠미
편곡 : 후루카와 타카히로
예전에  들었을 때, 마음에 들자 그때부터 이 곡을 마음 속에 품고 있었다. 참고로 토마츠 하루카 같은 음악을 다루는 후루카와에게 어레인지를 의뢰한 이유는 야나기나기가 말하길 "신나는 곡"을 하고 싶었기 때문이라고 한다
[2]
11. 퀄리아 [6:03][2]
작곡・편곡 : 야나기나기
12. Translucent [4:05][1]
작곡・편곡 : 코세무라 아키라
빌리지 뱅가드로, 야나기나기가 좋아하는 가수의 CD에 리믹스로 참여하고 있다는 것을 알고, 그 이후 그와 음악을 제작하고 싶다고 생각했다고 한다.
[2]
13. 비드로 모양 [4:52][1]
작사 : 나카자와 토모유키
편곡 : 나카자와 토모유키・오자키 타케시
TV 애니메이션 "그 여름에서 기다릴게" 엔딩 테마
14. 거짓 [3:18][1]
작곡・편곡 : 야나기나기

### CD DISC2 (초회 한정판만)
(편곡 : 마츠우라 아키히사)
1. Agape [4:12][1]
작사・작곡：오카자키 리츠코
원곡 : 멜로큐어의 1st 싱글 "사랑스러운 조각"의 커플링곡. TV 애니메이션 "원반황녀 왈큐레" 삽입곡
2. 1/2 [4:48][1]
작사・작곡 : 카와모토 마코토
원곡: 카와모토 마코토의 3rd 싱글. TV 애니메이션 "바람의 검심 -메이지 검객 낭만담-" 오프닝 테마
3. 연애 서큘레이션 [4:21][1]
작사 : meg rock
작곡 : 고사키 사토루
원곡 : 센고쿠 나데코(하나자와 카나)의 캐릭터송. TV 애니메이션 "괴물 이야기 나데코 스네이크" 오프닝 테마
4. light prayer [4:30][1]
작사 : 우치무라 유미
작곡 : School Food Punishment・에구치 료
원곡 : school food punishment의 4th 싱글. 애니메이션 영화 "동쪽의 에덴 극장판 I The King of Eden" 엔딩 테마
5. 언인스톨 [4:33][1]
작사・작곡 : 이시카와 지아키
원곡 : 이시카와 지아키의 3rd 싱글. TV 애니메이션 "지어스" 오프닝 테마
6. Swallowtail Butterfly 〜あいのうた〜 [4:51][1]
작사 : 이와이 슌지・CHARA・코바야시 타케시
작곡 : 코바야시 타케시
원곡 : YEN TOWN BAND의 싱글. 영화 "스왈로우테일" 주제가
7. 바람이 지나는 길 [5:22][1]
작사・작곡 : 호리시타 사유리
원곡 : 호리시타 사유리의 3rd 앨범  및 NHK "모두의 노래"

### Blu-ray / DVD (초회 한정판만)
1. 비드로 모양 (PV)
2. Ambivalentidea (PV)
3. 라테라리티 (PV)
4. Zoetrope (PV)
5. 유키토키 (PV)
6. TV  애니메이션「그 여름에서 기다릴게」엔딩 테마 "비드로 모양" ＜논크레딧 애니메이션 오프닝&엔딩집＞
7. TV 애니메이션「요르문간드」엔딩 테마 "Ambivalentidea" ＜논크레딧 오프닝&엔딩집＞
8. TV 애니메이션「요르문간드 PERFECT ORDER」엔딩 테마 "라테라리티" ＜논크레딧 오프닝&엔딩집＞
9. TV 애니메이션「AMNESIA」오프닝 테마 "Zoetrope" ＜논크레딧 오프닝&엔딩집＞